# Trampantojo (obra)
El Trampantojo es un óleo sobre lienzo del cual se desconocen varios campos, su autor, la fecha en la que fue pintada, y también el verdadero significado que esconde. Aun así, según los expertos la obra es italiana, más concretamente veneciana.
A simple vista, lo primero que hay que destacar es el gran surrealismo de la obra: no solo podemos decir esto por el rape que lleva colgando del bolsillo, sino también por la desagradable apariencia que presenta este sujeto. El retratado lleva en sus manos un autorretrato de él mismo, solo que este está de perfil, también hay que destacar que tiene el pelo rapado y que su vestimenta parece concordar con la de la época.
Si nos fijamos en el entorno, podemos observar una mesa con dos boles, uno con un rape (pescado) y otro con una gran cantidad de frutas. Algo que también hay que mencionar es su sobresaliente trampantojo, muy propio del barroco, esto lo vemos por la tela que se descuelga del lienzo.
El peinado que caracteriza tanto al sujeto se puso de moda en los años 20 del siglo XVIII, pero no se sabe con certeza cuando fue creada esta obra. Es un cuadro que podría datar de 1940, pero aun así el bodegón, el retrato y autorretrato y el trampantojo son una mezcla de técnicas que nos confunden más aún al intentar averiguar la fecha de está inédita obra.